# 성소수자에 대한 폭력
레즈비언, 게이, 양성애자와 트랜스젠더 등 성소수자는 그들의 성적 지향과 성 정체성이 동기가 된 폭력을 자주 당한다. 국가의 법에 의해 동성애를 처벌하는 것과 같이, 이러한 폭력은 국가에 의해 자행될 수도 있고, 개인이 협박, 공격, 폭행, 린치 등을 저지를 수도 있다. 극단적인 경우에는 살인에 이르기도 한다. 이런 폭력의 동기에는 동성애 혐오, 양성애 혐오, 레즈보포비아, 트랜스포비아 또는 문화적, 종교적, 정치적인 관습과 편견이 있다.

## 같이 보기
- 증오언설
- 증오범죄
- 청소년 성소수자의 자살
- 매튜 셰퍼드
- 군형법상 추행죄